# Амиранашвили, Шалва Ясонович
Ша́лва Ясо́нович Амиранашви́ли (груз. შალვა იასონის ძე ამირანაშვილი; 26 марта (7 апреля) 1899, Они Рачинского уезда Кутаисской губернии — 9 февраля 1975, Тбилиси) — советский искусствовед, специалист по истории грузинского и иранского искусства. Член-корреспондент АН СССР с 29 сентября 1943 года по Отделению истории и философии (история искусств). Академик АН ГССР (1955).

## Биография
Родился в семье учителя, окончил классическую гимназию в Поти (1917). В 1918—1922 годах учился на философском факультете Тифлисского университета у И. А. Джавахишвили, Э. С. Такаишвили, Г. Н. Чубинашвили. По окончании университета (первый выпуск), был оставлен при кафедре истории и теории искусств для подготовки к профессорскому званию. В 1923—1925 годах находился в командировке в Москве и Ленинграде, где занимался каталогизацией памятников древнерусского и византийского искусства, консультируясь с Д. В. Айналовым, Н. Я. Марром, Л. А. Мацулевичем и Б. В. Фармаковским. С 1925 года преподавал в Тифлисском (Тбилисском) университете и Академии художеств Грузии. Доктор искусствоведения, профессор (1936), заведующий кафедрой искусствоведения ТГУ. Член ВКП(б) с 1939 года. Заслуженный деятель науки ГССР (1959). Консультант редакции 3-го издания БСЭ по архитектуре и изобразительному искусству (1969—1975).
С 1928 года работал в Государственном музее искусств Грузии; директор (1939—1975). В качестве руководителя музея внёс значительный вклад в работу по комплектованию коллекций, охране, консервации и реставрации памятников искусства Грузии; в частности, в 1936 году пригласил для копирования грузинских фресок Т. С. Шевякову. Руководил рядом археологических экспедиций. Был одним из организаторов VII Всесоюзной конференции византинистов, состоявшейся в 1965 году в Тбилиси.
Вместе с Э. С. Такаишвили активно содействовал возвращению в СССР художественных ценностей, попавших за рубеж после Октябрьской революции и оказавшихся под угрозой конфискации французскими властями. В 1945 году по поручению СНК СССР был командирован в Париж для возвращения произведений искусства, вывезенных из Грузинской Республики меньшевистским правительством в 1921 году.
Похоронен в Дидубийском пантеоне. В 1991 году Музею искусств Грузии было присвоено имя Ш. Я. Амиранашвили.

## Научная деятельность
Один из первых исследователей христианских памятников на территории Грузии и вообще Закавказья, автор свыше 100 научных публикаций. Поскольку большинство памятников средневековой грузинской архитектуры, монументальной живописи и прикладного искусства не было опубликовано, центральное место в работах Ш. Я. Амиранашвили отводилось первоначальной обработке материала: датировкам, расшифровке эпиграфики, описанию структуры сооружений, иконографической программы росписей, художественных средств выражения и живописной техники.

В изучении истории грузинского искусства Шалва Ясонович был «первопроходцем»: он мог ошибаться в отдельных деталях, датировках и атрибуциях, но именно эта его роль одного из первых исследователей огромного раздела науки бесконечно велика.
— Банк А. В.
Вместе с тем учёный создал систематические обзоры истории грузинского искусства. Чрезвычайно ценными считаются его исследования специфики грузинской иконографии, в том числе об изображениях грузинских святых. В заслугу Ш. Я. Амиранашвили ставят проделанный им анализ международных контактов грузинского искусства, как с Византией, так и с Древней Русью, Ираном, восточносредиземноморскими странами.

## Основные работы
- «Образ святого Георгия из Хоби» // «Исторический вестник», 1923
- «Убиси. Материалы по истории грузинской стенной живописи» (1929)
- «Заметки о происхождении некоторых приёмов фресок Нередицы» (1933, на фр. яз.)
- «Бека Опизари» (1939, 2-е изд. 1956)
- «Иранская станковая живопись» (1940)
- «Иранская живопись XVIII—XIX вв.» (1941)
- «История грузинского искусства» (1944; 5-е изд. 1971)
- «Древнейший образец грузинской рельефной скульптуры» // «Известия музея Грузии. Вып. XII» (1944)
- «История грузинской монументальной живописи» (1957)
- «Государственный музей искусств Грузинской ССР» (1960, составитель)
- «Эмали Грузии» (1962, на фр. яз.)
- «Вклад Грузии в сокровищницу художественной культуры» (1963)
- «Грузинская миниатюра» (1966; в сер. «Памятники древнего искусства»)
- «Миниатюры XVI—XVIII вв. к поэме „Витязь в тигровой шкуре“» (1966, совм. с Г. Д. Горделадзе)
- «Нико Пиросманашвили» (1967, составитель)
- «Сокровища Грузии» (1971, на чешск. яз.)
- «Феофан Грек и Андрей Рублёв» // «Андрей Рублёв и его эпоха» (1971)
- «Хахульский триптих» (1972)
- «Грузинский художник Дамиане» (1974)

Многие работы Ш. Я. Амиранашвили переведены на европейские языки.

## Награды
- орден Ленина
- орден Трудового Красного Знамени (10.06.1945)
- два других ордена
- медаль